# Glossiphonia swampina
Glossiphonia swampina är en ringmaskart som först beskrevs av Bosc 1802.  Glossiphonia swampina ingår i släktet Glossiphonia och familjen broskiglar. Inga underarter finns listade i Catalogue of Life.